# Dune (Schulze)
Dune is het elfde muziekalbum van de Duitse specialist op het gebied van elektronische muziek Klaus Schulze.

## Inleiding
Schulze had aan het voorgaande album X al een nummer gewijd aan schrijver Frank Herbert. Schulze las diens Duin-trilogie als een bijbel; hij las en herlas het als een eindeloze loop (aldus Schulze in 2005). Schulze nam het gedurende april en mei 1979 op in zijn eigen Moldau Studio te Hambühren en liet de elpee persen voor het platenlabel Brain Records met twee lange tracks. De platenhoes laat een televisiebeeld zien met een man met op de achtergrond een moment uit de film Solaris van Andrej Tarkovski. In terugblik werd het gezien als een van de betere albums van Schulze, al was niet iedereen gecharmeerd van het gebruik van de drumcomputer en vocoder.    
De tournee van veertig concerten volgend op het album leverde diverse keren op dat Arthur Brown niet kwam opdagen; hij stond al bekend als een grillig persoon. Tijdens een etentje kon hij gewoon een concert vergeten, aldus Schulze in 2005. Hij had het toch al moeilijk, lange concerten met opbouwen en afbreken van stellingen met synthesizers als ook zijn eigen muziek. 
In 2022 keerde Schulze terug naar Duin met wat zijn laatste album bleek te worden: Deus Arrakis.

## Musici
- Klaus Schulze – elektronica
- Arthur Brown – zang (2)
- Wolfgang Tiepold – cello

## Composities (2005)
De tracks zijn uitgevoerd in de stijl van de Berlijnse School voor elektronische muziek. 

### Dune (30:39)
Het nummer Dune laat een soort suite horen zonder maat, ritme en melodie. Muzieklagen van analoge synthesizerklanken, waaronder gefantaseerde buitenaardse geluiden komen tevoorschijn en gaan weer weg. De vreemde klanken worden versterkt door de celloklanken van Tiepold. Het verhaal gaat dat de muziek deels is terug te voeren op de film die Alejandro Jodorowsky van plan was te maken over Duin, Schulze heeft daarover nooit iets losgelaten. De heruitgave uit 2005 kreeg de lange versie van Dune mee zoals op de mastertapes staan (Dune Seite I). Tussenliggende persingen hadden vaak een verkorte versie van 29:52.

### Shadows of ignorance (26:22)
Shadows of ignorance geeft een terugkeer van elektronische percussieve klanken al dan niet ondersteund met de sequencer in de stijl van Phaedra en Rubycon van de collega’s Tangerine Dream. In de track wordt een gedicht van Schulze voorgelezen door Arthur Brown. Schulze speelde ooit in het voorprogramma van Brown; eind jaren 70 waren de rollen omgedraaid. 

### Le Mans (23:03)
Bij de heruitgave van Dune op compact disc in 2005 werd Le Mans als bonustrack meegeperst. Het is een compositie genoemd naar de plaats Le Mans, waar eind 1979 Schulze een optreden verzorgde in Le Abbaye de l'Epeau in het kader van de Dune-concerts. Ook de cd heeft zijn beperkingen qua lengte; het originele werk is langer dan de 23 minuten die werden meegeperst.
Vijf jaar later was de muziek van Toto te horen bij de eerste verfilming van het boek. 